# Pseudepidalea oblonga
Pseudepidalea oblonga là một loài cóc trong họ Bufonidae.
Nó được tìm thấy ở Iran, Turkmenistan, Kazakhstan và có thể Afghanistan.
Các môi trường sống tự nhiên của chúng là vùng đất có cây bụi nhiệt đới hoặc cận nhiệt đới, đầm nước ngọt, và suối nước ngọt.